# Себастиан фон Геминген
Себастиан фон Геминген (на немски: Sebastian von Gemmingen; * 1522; † 28 декември 1575 в Ингенхайм в Рейнланд-Пфалц) е благородник от стария алемански рицарски род Геминген в Крайхгау в Баден-Вюртемберг е собственик в Ингенхайм.
Той е син на Вайрих фон Геминген (1493 – 1548), господар в Михелфелд, бургграф на Щаркенбург, и втората му съпруга Бенедикта фон Нипенбург (1500 – 1570). Брат е на Леонхард (1536 – 1583), женен с Естер фон Бьодигхайм (1540 – 1592), който получава собствеността в Михелфелд.
Себастиан наследява Ингенхайм. През 1569 г. той и брат му получават правото да строят бесилки, понеже поданиците се бунтуват от 1556 г.
Себастиан умира 1575 г. в Ингенхайм и е погребан в Михелфелд. Наследен е от брат му Леонхард (1536 – 1583).

## Фамилия
Себастиан фон Геминген се жени с парализираната Юлиана фон Бьодигхайм (1536 – 1588, погребана в Михелфелд). Бракът е бездетен.